# كيم كي سو
كيم كي سو (17 سبتمبر 1939 – 10 يونيو 1997) هو ملاكم كوري جنوبي راحل، مثّل بلاده في الألعاب الأولمبية الصيفية 1960.

## روابط خارجية
كيم كي سو على موقع بوكس ريك (الإنجليزية) (registration required)
- كيم كي سو على موقع أوليمبيديا (الإنجليزية)